# Johan Åhrman
Johan Åhrman, född före 1680, död efter 1722, var en svensk orgelbyggare och byggmästare. Han var troligen son till orgelbyggare Magnus Åhrman.
Han byggde ett antal mindre orgelverk. Åhrman var 1709–1712 bosatt i Hammarglo, Mönsterås socken.

## Biografi
Åhrman var troligen son till orgelbyggaren Magnus Åhrman. Han byggde 1697 tillsammans med Cahman orgel till Hans Henrich Cahman. Åhrman arbetade från 1705 till 1714 som byggmästare i Småland. 1714 satte han upp en orgel med 10 stämmor i Vimmerby kyrka.
Åhrman bodde från 1710 till 1712 på Hammarglo i Mönsterås socken.

### Familj
Åhrman fick sonen Petrus Åhrman (född 1700).

## Lista över orglar
| År        | Ursprunglig kyrka | Stift      | Manualer | Pedal        | Stämmor | Bevarad orgel/fasad | Övrigt |
| --------- | ----------------- | ---------- | -------- | ------------ | ------- | ------------------- | --- |
| 1693      | Kalmar domkyrka   | Kalmar     |          |              |         |                     | Renovering |
| 1694      | Caroli kyrka      | Skara      |          |              |         |                     | Arbetade som gesäll åt fadern Magnus Åhrman. |
| 1697      | Åseda kyrka       | Växjö      |          |              |         |                     | |
| 1697      | Skara domkyrka    | Skara      | 2        | Självständig | 24      |                     | Orgeln sattes upp tillsammans med Hans Henrich Cahman. Ryggpositivet gjordes senare om av Johan Ewerhardt den äldre, Skara till 5 stämmor.                                                                           |
| 1700      | Bredestads kyrka  | Linköpings |          |              |         |                     | Åhrman reparerade orgeln 1701. |
| 1704      | Gamleby kyrka     | Linköpings |          |              | 5       |                     | Orgeln kostade 500 daler. |
| 1705-1706 | Västra Eds kyrka  | Linköpings |          |              | 8       |                     | Orgeln kostade 700 daler och arbetet utfördes av Århman, snickaren Michael, snickaren Matthias och smeden Jöns Jöransson. Orgeln approberades och godkändes av organisten Gottfrid Schubert i Västerviks församling. |
| 1706      | Hagby kyrka       | Kalmar     |          |              |         |                     | |
| 1707      | Madesjö kyrka     | Kalmar     |          |              | 8       |                     | Orgeln kostade 233 daler silvermynt. |
| 1706/1707 | Ålems kyrka       | Kalmar     |          |              | 9       |                     | Orgeln kostade 160 daler kopparmynt. |
| 1709      | Alseda kyrka      | Växjö      |          |              |         |                     | [ 9 ] |
| 1710      | Vimmerby kyrka    | Linköpings |          |              | 10      |                     | Orgeln såldes 1768 till Frödinge kyrka. Orgeln reparerades i kyrkan av Lars Wahlberg. |
| 1712      | Döderhults kyrka  | Kalmar     |          |              | 7       |                     | [ 1 ] [ 10 ] |
| 1714      | Gårdveda kyrka    | Linköpings |          |              |         |                     | |
| 1714      | Målilla kyrka     | Linköpings |          |              | 7       |                     | Orgel flyttades och itökades md en flöjtstämma 1757 av organisten Lars Wistrand. |
| 1718      | Rumskulla kyrka   | Linköpings |          |              |         |                     | |
| 1719      | Ingatorps kyrka   | Linköpings |          |              | 8       |                     | [ 11 ] |
|           | Fagerhults kyrka  | Kalmar     |          |              |         |                     | Eventuellt byggd av fader Magnus Åhrman. En ny orgel byggdes av Lars Wahlberg. |

### Reparationer och renoveringar
| År   | Ursprunglig kyrka | Stift      | Manualer | Pedal | Stämmor | Bevarad orgel/fasad | Övrigt                          |
| ---- | ----------------- | ---------- | -------- | ----- | ------- | ------------------- | ------------------------------- |
| 1698 | Vänersborgs kyrka | Skara      |          |       |         |                     | Åhrman renoverade orgeln 1698.  |
| 1702 | Lommaryds kyrka   | Linköpings |          |       |         |                     | [ 13 ]                          |
| 1703 | Åseda kyrka       | Växjö      |          |       |         |                     |                                 |
| 1716 | Södra Vi kyrka    | Linköpings |          |       |         |                     | [ 14 ]                          |
| 1733 | Locknevi kyrka    | Linköpings |          |       |         |                     | Lagar orgeltramporna på orgeln. |